# Holle boom bij Kraantje Lek

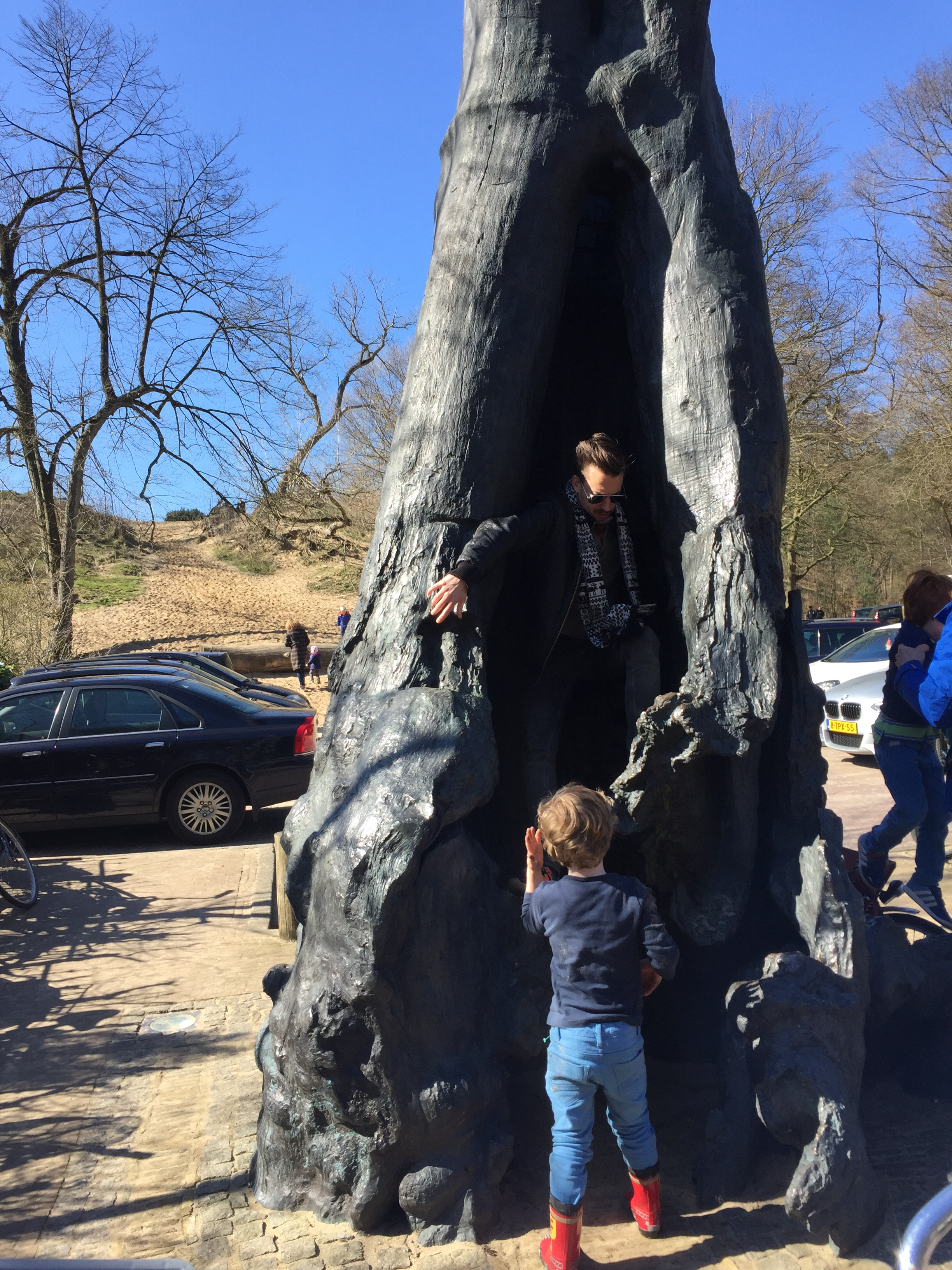
De bronzen Holle Boom bij Kraantje Lek

De holle boom bij Kraantje Lek is een kinderboom bij de uitspanning Kraantje Lek in Overveen. In 2007 is deze iep vanwege vermolming vervangen door een bronzen exemplaar.

## Geschiedenis
Frederik Willem van Eeden omschreef in zijn Album der Natuur uit 1867 de boom als het ‘oudste levende wezen van Nederland’. Deze bijzonder grote eeuwenoude en in de wijde omgeving beroemde iep werd in 1812 beschadigd door een zware storm. Sindsdien heeft de boom een holte en werd bekend als kinderboom. Kinderen werd verteld dat kinderen in de holle boom ter wereld kwamen. In november 1972 werd de boom opnieuw getroffen door een zware storm en kwam ondanks verschillende pogingen niet opnieuw tot leven. Het overgebleven gedeelte werd vanwege verdere aantasting in 2007 weggehaald. De holle boom is daarop in brons gegoten door beeldhouwer Kees Verkade. Sinds 2008 staat op de plek van de holle boom deze bronzen replica op ware grootte .

## Volksverhaal
Vanouds is bekend dat de Haarlemse moeders hun kindjes halen uit de kinderboom bij Kraantje Lek. In 1863 worden kleine Ot en zijn zusje in dat geloof opgevoed. Als hun moeder zich niet zo goed voelt, gaan ze met de meid en twee tantes naar De Blinkert. Ze komen bij de holle boom en willen de kindjes zien. Otje steekt zijn hoofd naar binnen, maar ziet niks en hij ruikt stilstaand water en rotte bladeren. Hij rukt zijn hoofd weer uit de boom en krijgt een schram op zijn wang. Als ze thuiskomen ligt er een nieuw kindje in de wieg, iedereen is blij behalve Otje. Hij roept dat de baby hem heeft gekrabd.

## In cultuur
In 1968 schreef Lennaert Nijgh het lied De holle boom bij Kraantje Lek met muziek door Cobi Schreijer. Onder meer Nicolaas Beets schreef teksten over de holle boom. Ook Godfried Bomans refereerde in zijn verhalen dikwijls aan Kraantje Lek. Als vrouwen langs de holle boom liepen, hoorden zij kinderstemmetjes zeggen:
pluk mijn, 
pluk mijn, 
Alle dagen zal ik zoet zijn!

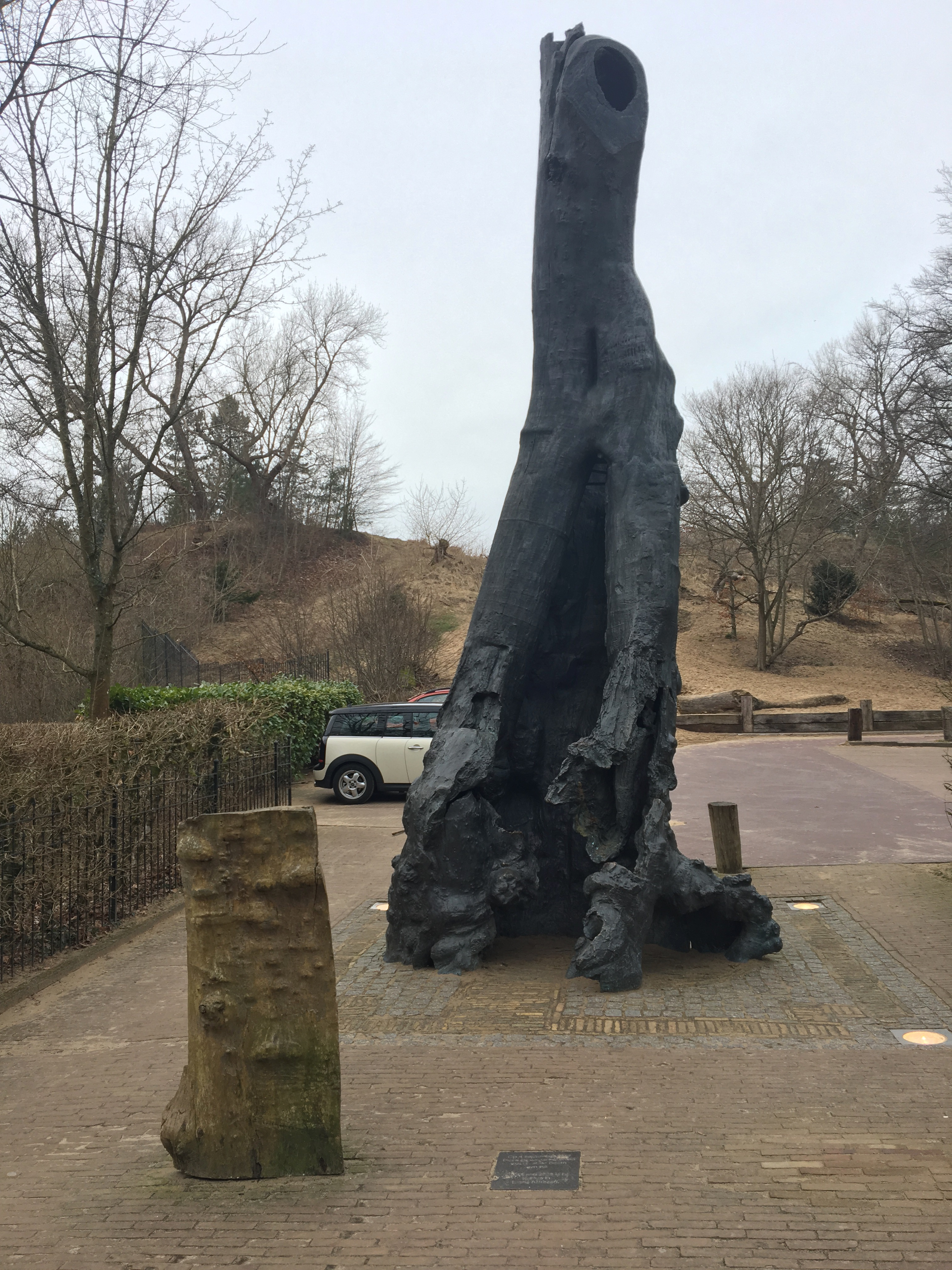
De bronzen Holle Boom bij Kraantje Lek
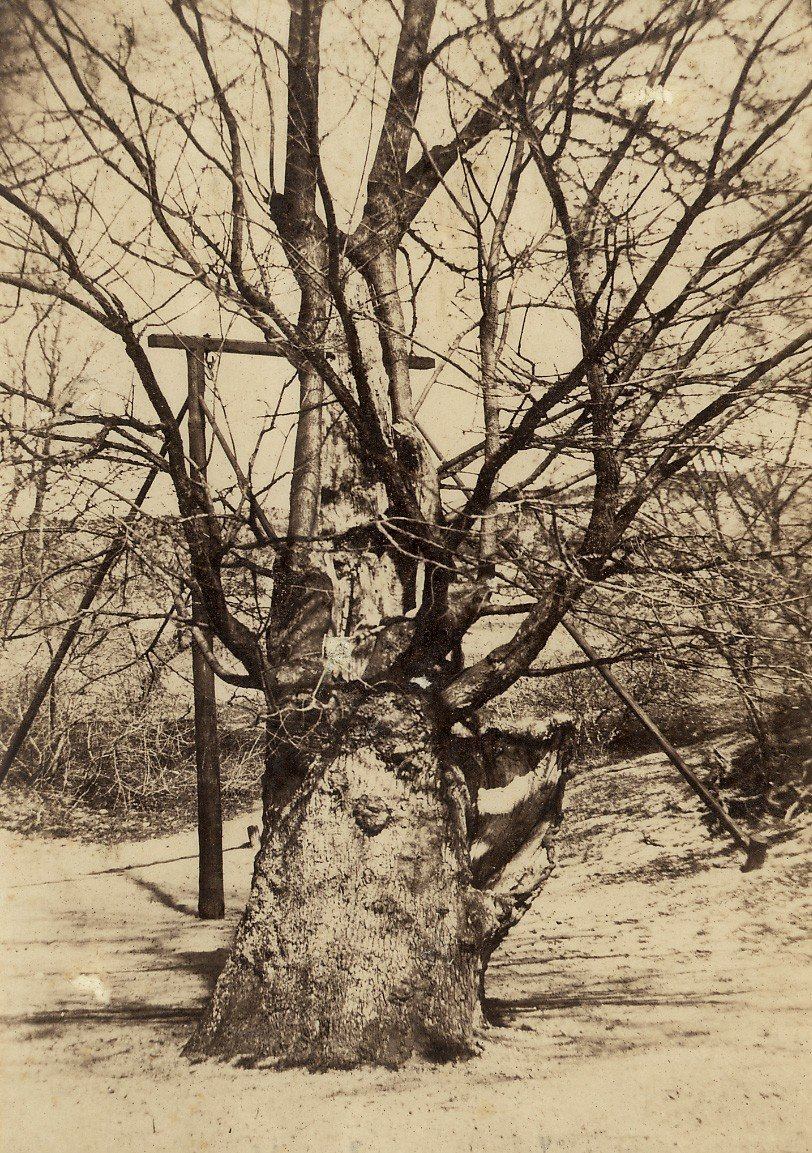
De Holle Boom in 1860
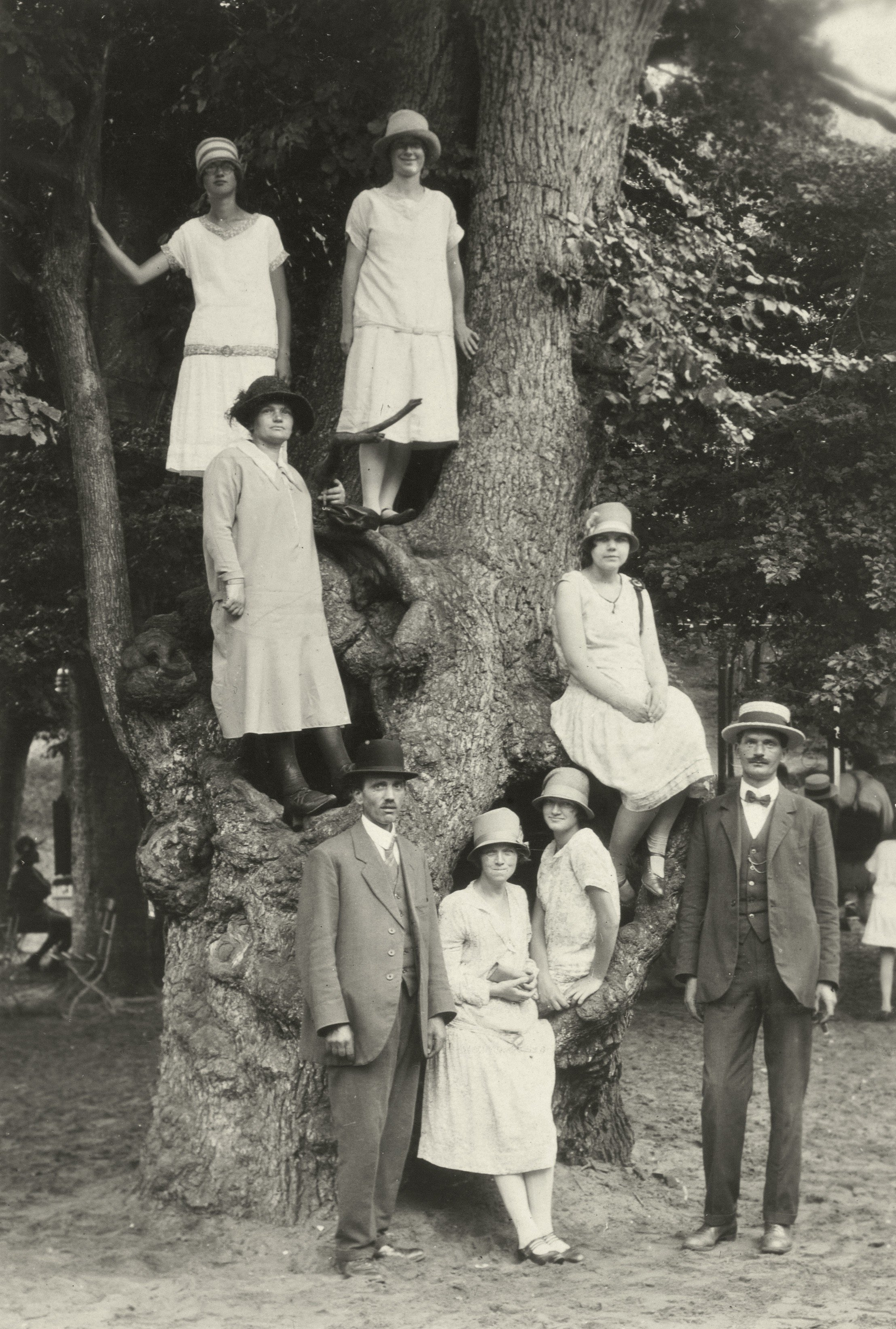
Groepsfoto in de jaren twintig van een familie bij en in de Holle Boom
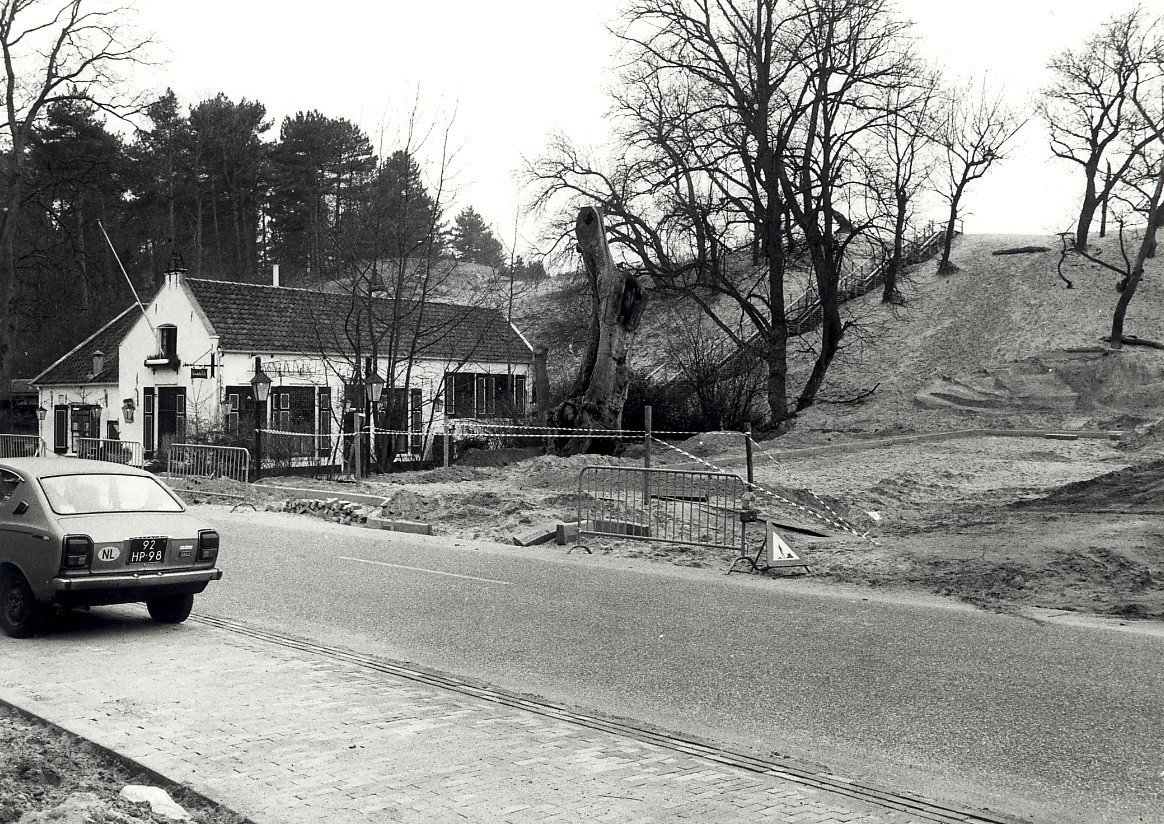
De Blinkert en Kraantje Lek in 1987
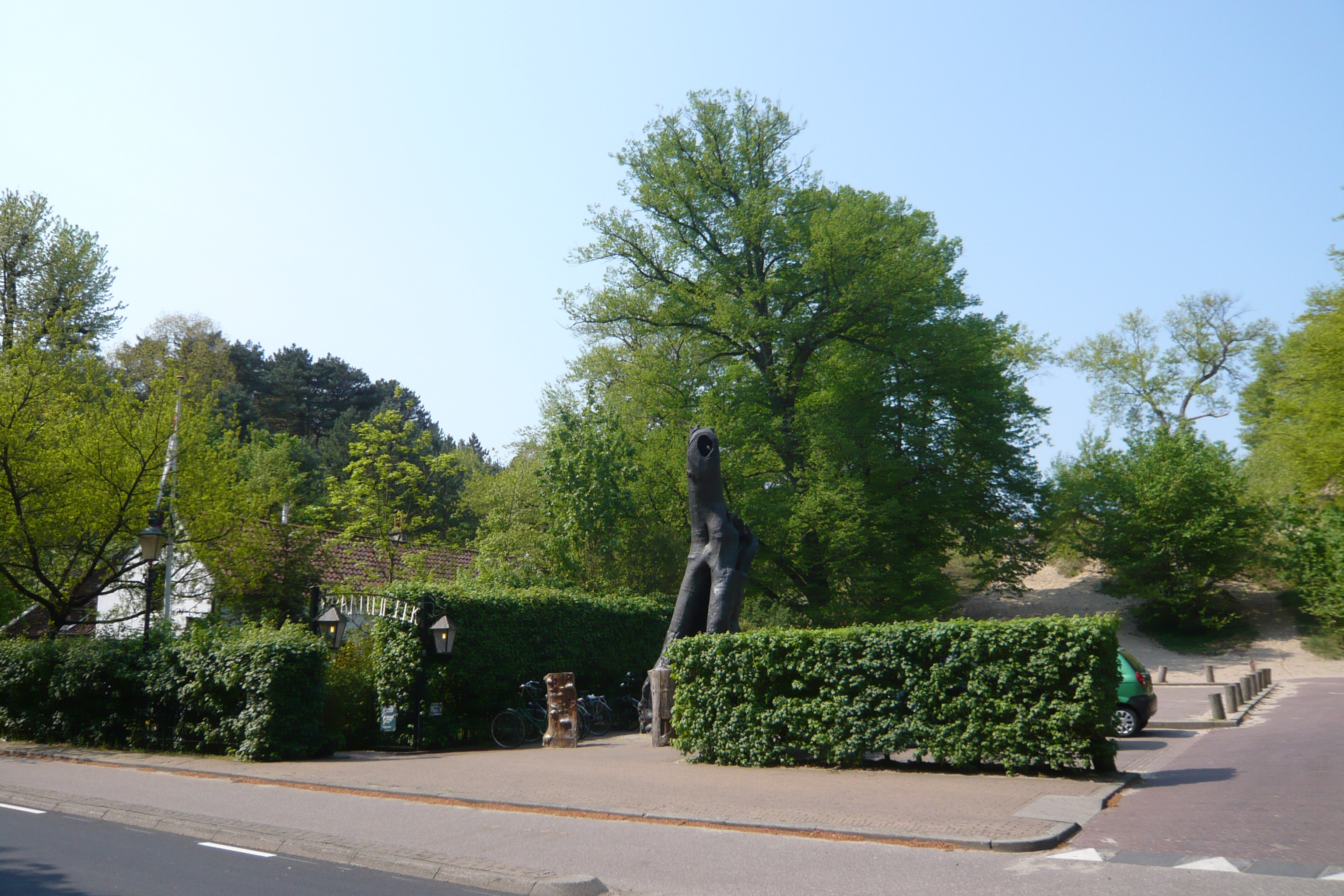
De holle boom van Kees Verkade